# Rhips longicauda
Rhips longicauda är en rundmaskart som beskrevs av Timm 1961. Rhips longicauda ingår i släktet Rhips och familjen Chromadoridae. Inga underarter finns listade i Catalogue of Life.